# Cambridge City
Cambridge City – miasto w Stanach Zjednoczonych, w stanie Indiana, w hrabstwie Wayne.